# Papegem (Oost-Vlaanderen)
Papegem is een dorp in de Belgische provincie Oost-Vlaanderen. Het dorp ligt naast Oordegem , Smetlede en Impe, deelgemeenten van Lede in de Denderstreek.
Papegem wordt omringd door Oordegem, Smetlede en het dorpscentrum van Impe, alle deelgemeenten van Lede; door Vlierzele, een deelgemeente van Sint-Lievens-Houtem, en door Erondegem, een deelgemeente van Erpe-Mere. De Wellebeek die er stroomt behoort tot het stroomgebied van de Molenbeek. Vroeger sprak men in Papegem van de Papegemsche beek.

## Geschiedenis
De Sint-Machariuskapel werd opgericht in 1890 naar aanleiding van een tyfus-epidemie. Ze werd ingewijd op 10 mei 1891. In 1958/1959 werd een noodkerk gebouwd en kreeg bij de inwijding de heilige Macharius als patroonheilige. Het gehuchtje behoorde aanvankelijk bij de gemeente Vlierzele, dat bij de gemeentelijke fusies van 1977 bij Sint-Lievens-Houtem werd ondergebracht. Papegem werd met het nabijgelegen Impe ondergebracht bij fusiegemeente Lede.

## Bezienswaardigheden
- Sint-Machariuskerk
- Sint-Machariuskapel in de Papegemstraat.
- Onze Lieve Vrouwkapel in de Putbosstraat
- Hof te Papegem, abdijhoeve, Papegemstraat 95

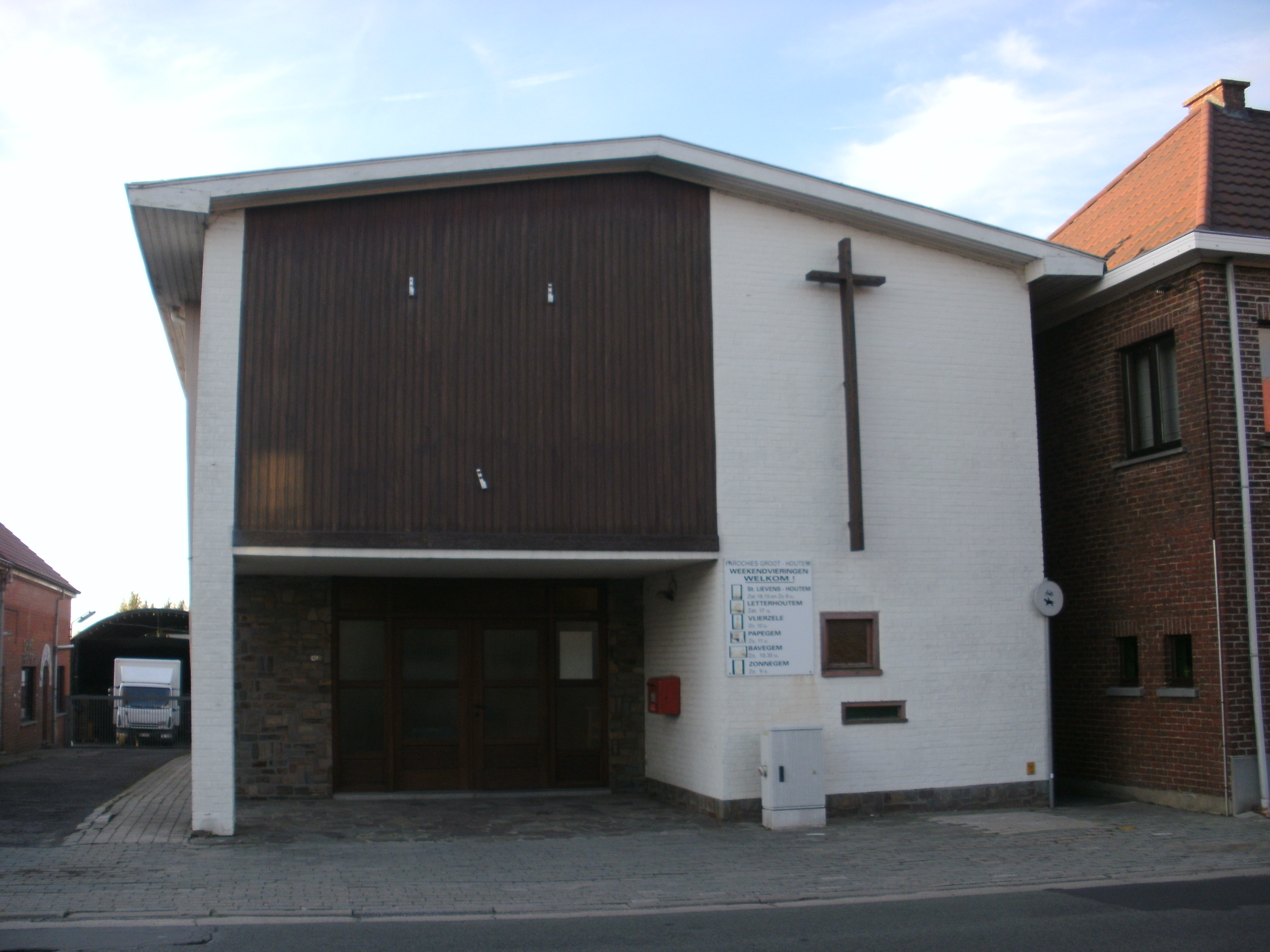
Kerk van Papegem
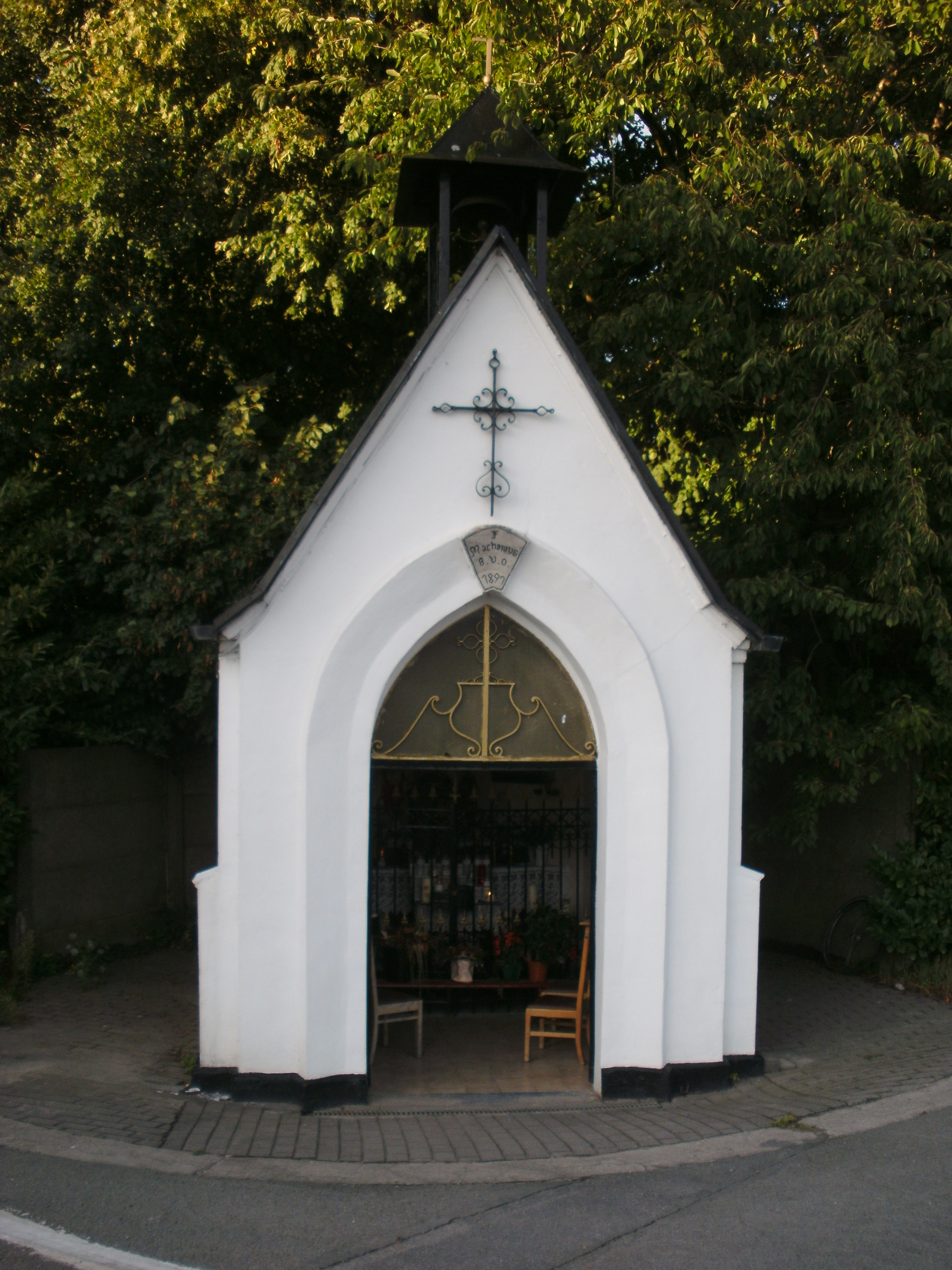
Kapel in de Papegemstraat
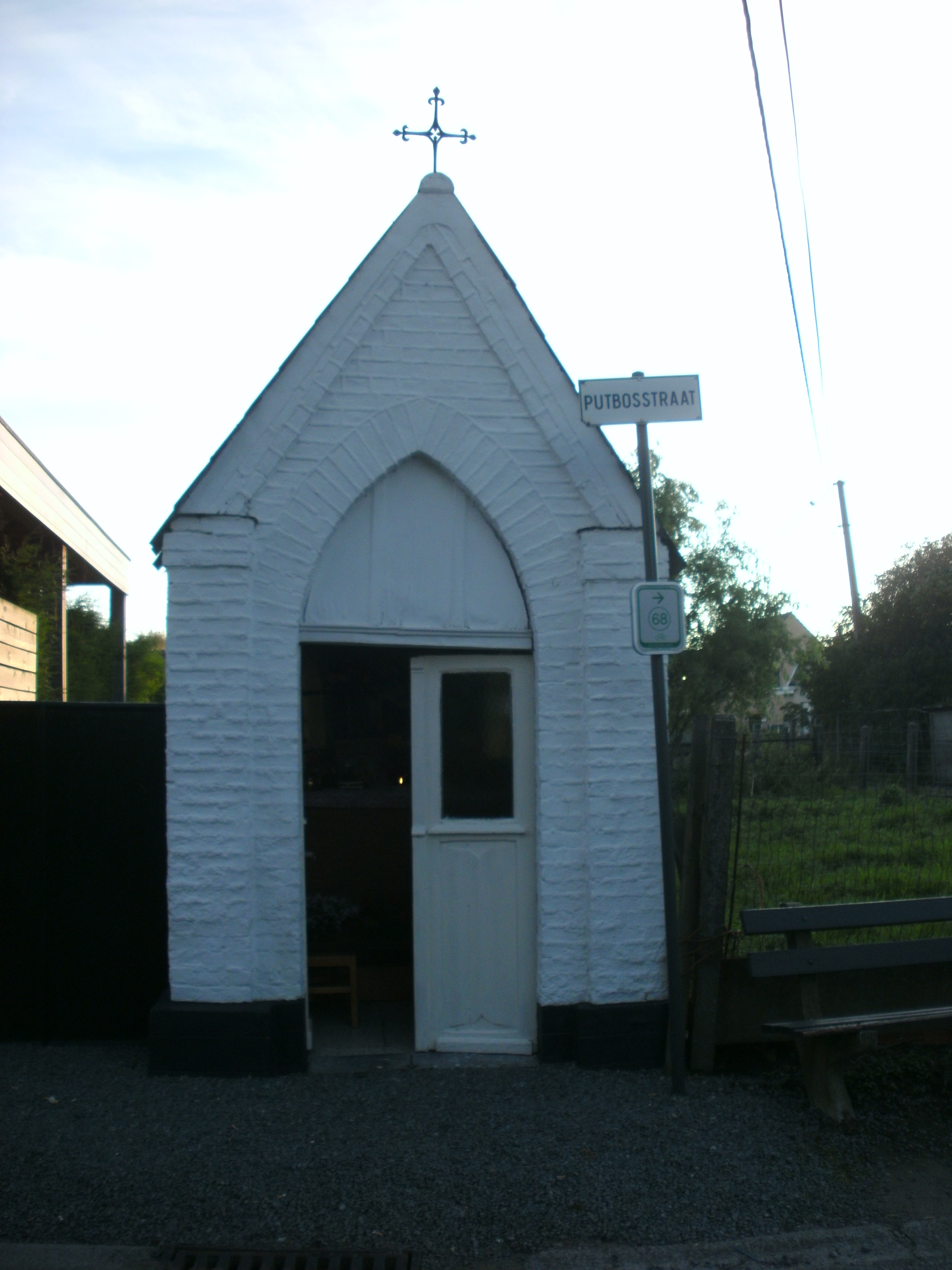
Kapel in de Putbosstraat
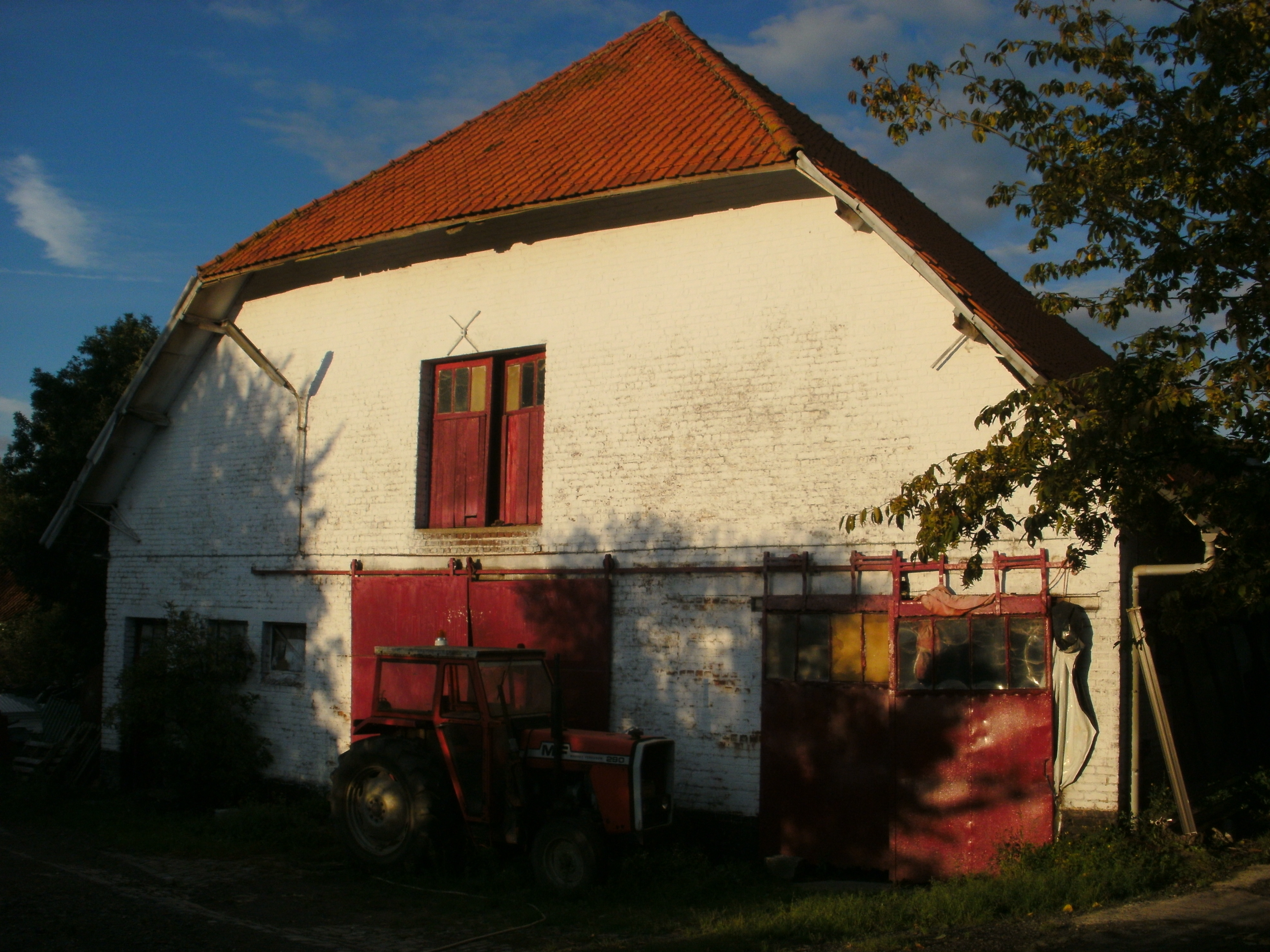
Hoeve in de Papegemstraat
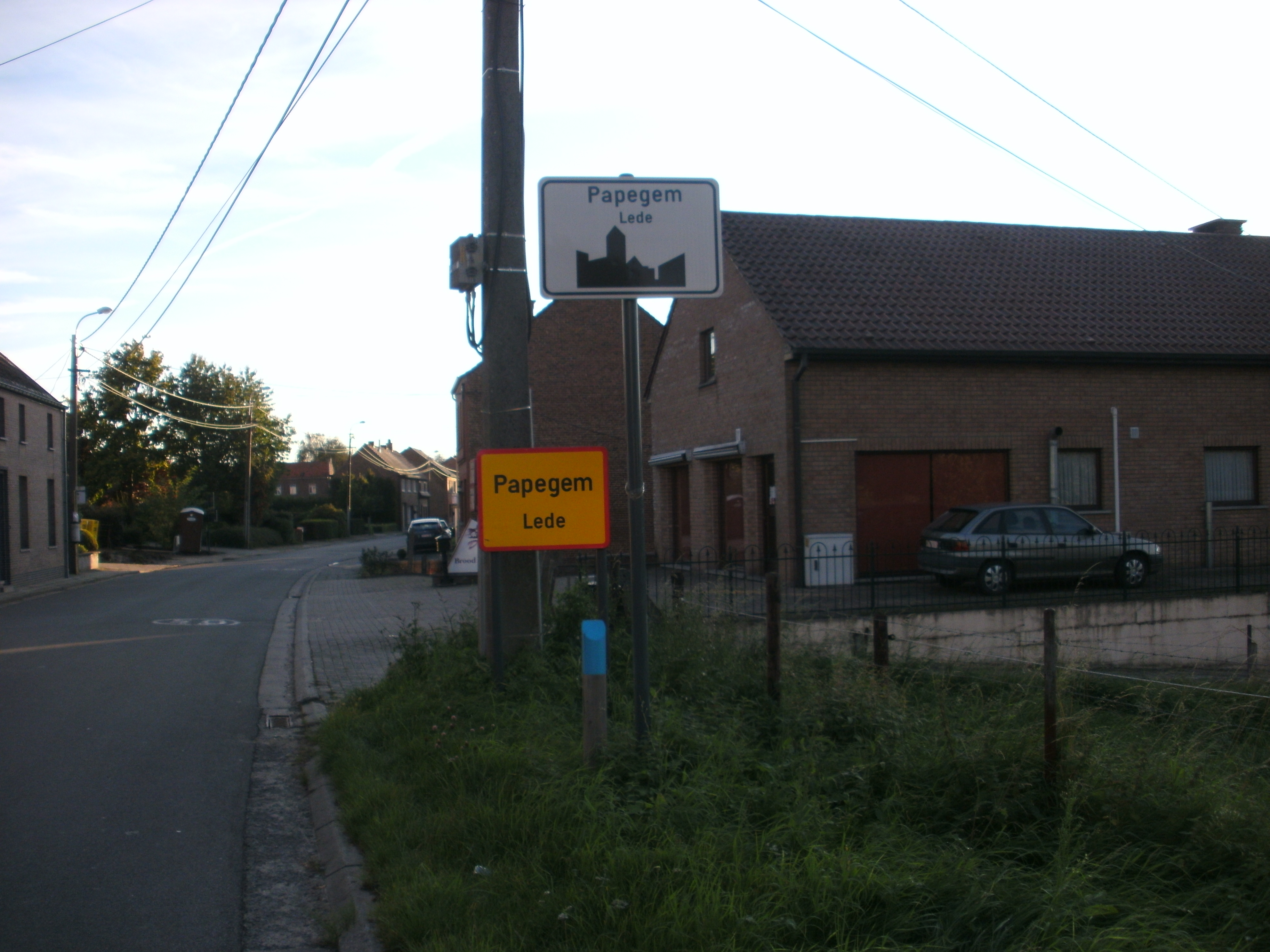
Zicht op Papegem in de Papegemstraat

## Natuur en landschap
Papegem ligt in Zandlemig Vlaanderen op een hoogte van ongeveer 40 meter. Ten noorden van Papegem ligt het Putbos.

## Evenementen
Elk jaar wordt het eerste weekend na 8 mei de (9-daagse) processie ter ere van de Heilige Macharius gehouden met eraan verbonden de Papegemse kermis. Deze kermis wordt ieder jaar georganiseerd door de Macharius vrienden. De vrijdag voor de Papegemse kermis is er altijd een trappistenavond die wordt georganiseerd door de plaatselijke Chiro. De zaterdag, zondag en maandag na de trappistenavond wordt de Papegemse kermis gevierd naast de Sint-Machariuskerk.
Het laatste weekend van juli organiseren de van oorsprong christelijke verenigingen, Femma, Kwb Papegem en Chiro een driedaags zomerfeest. Voor deze organisatie zijn al de vermelde verenigingen onder de naam Verenigd Papegem in de weer om geld in te zamelen voor het onderhoud en behoud van de hulpkerk, het Zaaltje en Chiroheem. De Zomerfeesten in Papegem houden van de traditie van een kaartavond op vrijdag, barbecue op zaterdag, fietszoektocht op zondag, gevolgd door gezellig samenzijn, frituur en oliebollen.
Doorheen de jaren werd ook het organiseren van een mini-voetbal tornooi toegevoegd als blijvende activiteit.
Tot eind van de jaren 80 van de vorige eeuw, waren de Zomerfeesten een feest met op maandag de Dag Van De Gepensioneerden. Toen had de wijk Papegem nog zijn eigen KBG, een bond voor gepensioneerden.
In de hoogdagen van playbackwedstrijden werd ook deze georganiseerd op zaterdagnamiddag.

## Ligging
|                                    |                             |
| Papegem en zijn grensdeelgemeenten | Ligging van Papegem in Lede |

## Nabijgelegen kernen
Impe, Smetlede, Vlierzele, Erondegem